# روسيا بيوند
روسيا بيوند هي نشرة روسية متعددة اللغات مملوكة للدولة تديرها «وكالة أنباء نوفوستي غير الربحية المستقلة»، تقدم الأخبار والتعليقات والآراء والتحليلات حول الثقافة والسياسة والأعمال والعلوم والحياة العامة في روسيا. 

## التاريخ

### 2007
- أُطلقت «روسيا بيوند ذا هيدلاينز» في عام 2007 من قبل روسيسكايا غازيتا، وهي صحيفة رسمية روسية. كان الناشر الأول للمشروع هو نائب الرئيس التنفيذي لشركة روسيسكايا غازيتا يوجين أبوف. [2]

### 2016
- في 9 يناير 2016، أصبحت الصحيفة جزءًا من وكالة أنباء نوفوستيمع الاحتفاظ بعلامتها التجارية المميزة.

### 2017
- في عام 2017، أسقط المشروع جميع النسخ المطبوعة. [3]
- في 5 سبتمبر 2017، أسقطت الصحيفة آخر كلمتين من اسمها الكامل، لتصبح روسيا بيوند .

## الهيكل
يُدار موقع روسيا بيوند من قبل قسم من وكالة الأنباء الروسية المحلية التي تديرها الدولة، وكالة أنباء نوفوستي، وهي شركة تابعة لشركة روسيا سيجودنيا.

## استقبال
تم اتهام روسيا بيوند بأنها بروباجاندا من قبل معلق الغارديان روي جرينسلاد في عام 2014 والصحفي السابق في صحيفة سلايت جاك شيفر في عام 2007.    
في أوروبا، دفع الكيان الإعلامي الروسي الحكومي لصحيفة ديلي تلغراف في لندن، ولو فيغارو في فرنسا، وزود دويتشه تسايتونج في ألمانيا، والصحيفة اليومية الإيطالية لا ريبوبليكا لتوزيعها كملحق لتلك المنشورات، وفي الولايات المتحدة اشتركت مع واشنطن بوست حتى 2015؛ كانت كل من صحيفة وول ستريت جورنال ونيويورك تايمز تجمع الملحقات في إصداراتها العادية اعتبارًا من عام 2018.   
في حالة صحيفة ديلي تلغراف البريطانية، دفعت الصحيفة المدعومة من الكرملين للناشر البريطاني 40,000 جنيه إسترليني شهريًا لتوزيعها كملحق لنشرها في عطلة نهاية الأسبوع، بينما عرض موقع تلغراف أيضًا محتوى من موقع الصحيفة. ظهر الملحق الشهري ذو الطابع الروسي لأول مرة في الجريدة البريطانية ديلي تلغراف والأمريكية واشنطن بوست في عام 2007 تحت اسم روسيا الآن.   